# Ordine Nazionale al Merito (Romania)
L'Ordine Nazionale al Merito è un ordine cavalleresco della Romania, già parte del sistema di onorificenze del Regno di Romania.

## Storia
L'Ordine è stato fondato al tempo della monarchia e abolita dopo la rivoluzione comunista.
L'Ordine è stato ristabilito il 31 marzo 2000.

## Classi
L'Ordine Nazionale al Merito è concesso in cinque gradi nelle divisioni civile e militare, nonché in una divisione per il tempo di guerra. Può essere assegnato a cittadini romeni, stranieri e alle unità militari. Il suo numero è limitato a 7.500 membri contemporaneamente. I membri dell ordine sono indicati come Cavalieri dell'Ordine Nazionale al Merito, a prescindere dal grado. Le concessioni agli stranieri, alle unità militari e nella divisione del tempo di guerra non sono figurato nel numero totale dei limiti dell'ordine.
L'Ordine dispone delle seguenti di benemerenza:
- Cavaliere di Gran Croce, limitata a 150 civili e 50 militari
- Grande Ufficiale, limitata a 300 civili e 100 militari
- Comandante, limitata a 675 civili e 225 militari
- Ufficiale, limitata a 1500 civili e 500 militari
- Cavaliere, limitata a 3000 civili e 1000 militari

All'Ordine è collegata una medaglia che dispone delle seguenti di benemerenza:
- I classe, limitata a 2000 civili e 400 militari
- II classe, limitata a 4000 civili e 800 militari
- III classe, senza limiti

| Nastri per militari, tempo di pace |           |           |              |                 |                         |
| Medaglia                           | Cavaliere | Ufficiale | Commendatore | Grand'Ufficiale | Cavaliere di Gran Croce |

| Nastri per militari, tempo di guerra |           |           |              |                 |                         |
| Medaglia                             | Cavaliere | Ufficiale | Commendatore | Grand'Ufficiale | Cavaliere di Gran Croce |

## Assegnazione
L'Ordine premia:
- i contributi nel salvaguardare l'indipendenza, la sovranità, l'unità e l'integrità territoriale dello Stato romeno;
- i contributi nello sviluppo dell'economia nazionale;
- i contributi nelle realizzazioni nei campi della scienza, dell'arte e della cultura;
- i contributi allo sviluppo delle relazioni tra la Romania e gli altri paesi o organizzazioni internazionali;
- il servizio militare meritevole e l'organizzazione e gestione delle operazioni militari;
- gli atti commessi sul campo di battaglia o durante i conflitti militari.

## Insegne
Il nastro, nel periodo monarchico, era verde con una striscia centrale blu.
Il nastro è grigio con due strisce nere sui bordi per la divisione civile e grigio con due strisce nere e bordi gialli per la divisione militare e di guerra.